# Ascorhynchus longicollis
Ascorhynchus longicollis is een zeespin uit de familie Ascorhynchidae. De soort behoort tot het geslacht Ascorhynchus. Ascorhynchus longicollis werd in 1885 voor het eerst wetenschappelijk beschreven door Haswell. 